# Fuente de Piedra
Fuente de Piedra er en by og kommune i det sydlige Spanien i provinsen Málaga. Den har et indbyggertal på 2.958 (2024) indbyggere.